# Marquis (magazine)
Marquis és una revista fetitxista, editada, publicada i propietat del fotògraf Peter W. Czernich i de Sandra Würdig. Establerta a Alemanya, Marquis cobreix un ampli ventall de temes relacionats amb la subcultura fetitxista mundial. El nom de la revista fa referència al Marquès de Sade.
La publicació original d'en Czernich, titulada «O» va començar com un spin-off de la revista britànica Skin Two, però ràpidament va desenvolupar identitat pròpia. Després de perdre el dret a usar el nom «O», Czernich va canviar el nom pel de Marquis el 1994. Des d'aleshores la seva publicació ha estat continuada, amb una periodicitat entre semianual i quatrimestral.
Aquesta publicació va tenir al seu torn un spin-off anomenat, Heavy Rubber, el primer número del qual va sortir el 1996. Czernich ha desenvolupat també una significativa presència a Internet, incloent versions virtuals d'ambues revistes així com una botiga virtual de roba i llibres.
Sigui cert o no que el nom de la revista faci referència al Marquès de Sade, la temàtica principal de la revista s'allunya molt de la concepció clàssica del "sadisme", tal com s'entén en termes legals o mèdics. Marquis està fortament especialitzada en el fetitxisme del làtex i en temes relacionats com ara noies en catsuits, dissenys avançats d'aparells de bondage i altres escenaris de fantasia relacionats amb la temàtica.